# Zhang Lu (calciatore 6 settembre 1987)
Zhang Lu (張鷺T, 张鹭S, Zhāng LùP; Tientsin, 6 settembre 1987) è un calciatore cinese, portiere svincolato.

## Carriera

### Club
Ha giocato nella prima divisione cinese.

### Nazionale
Ha partecipato alla Coppa d'Asia 2019.